# Храм света

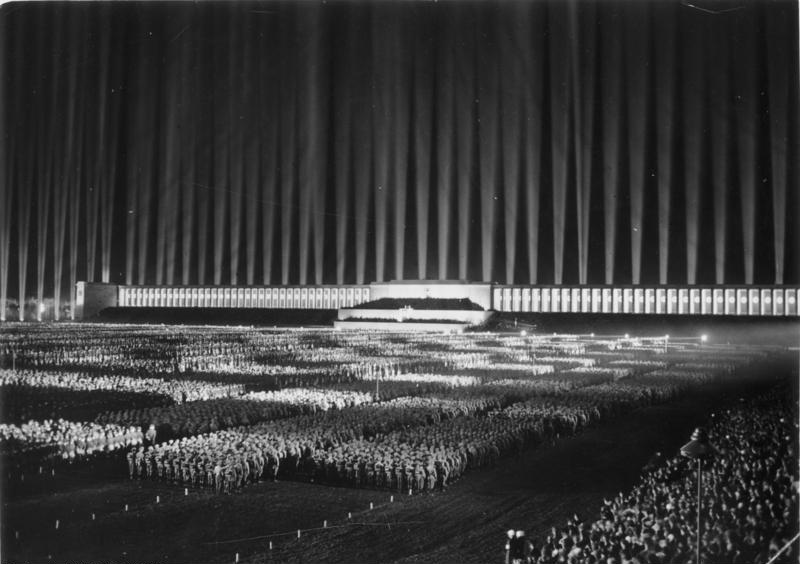
Храм света на Съезде НСДАП (1936 г.)

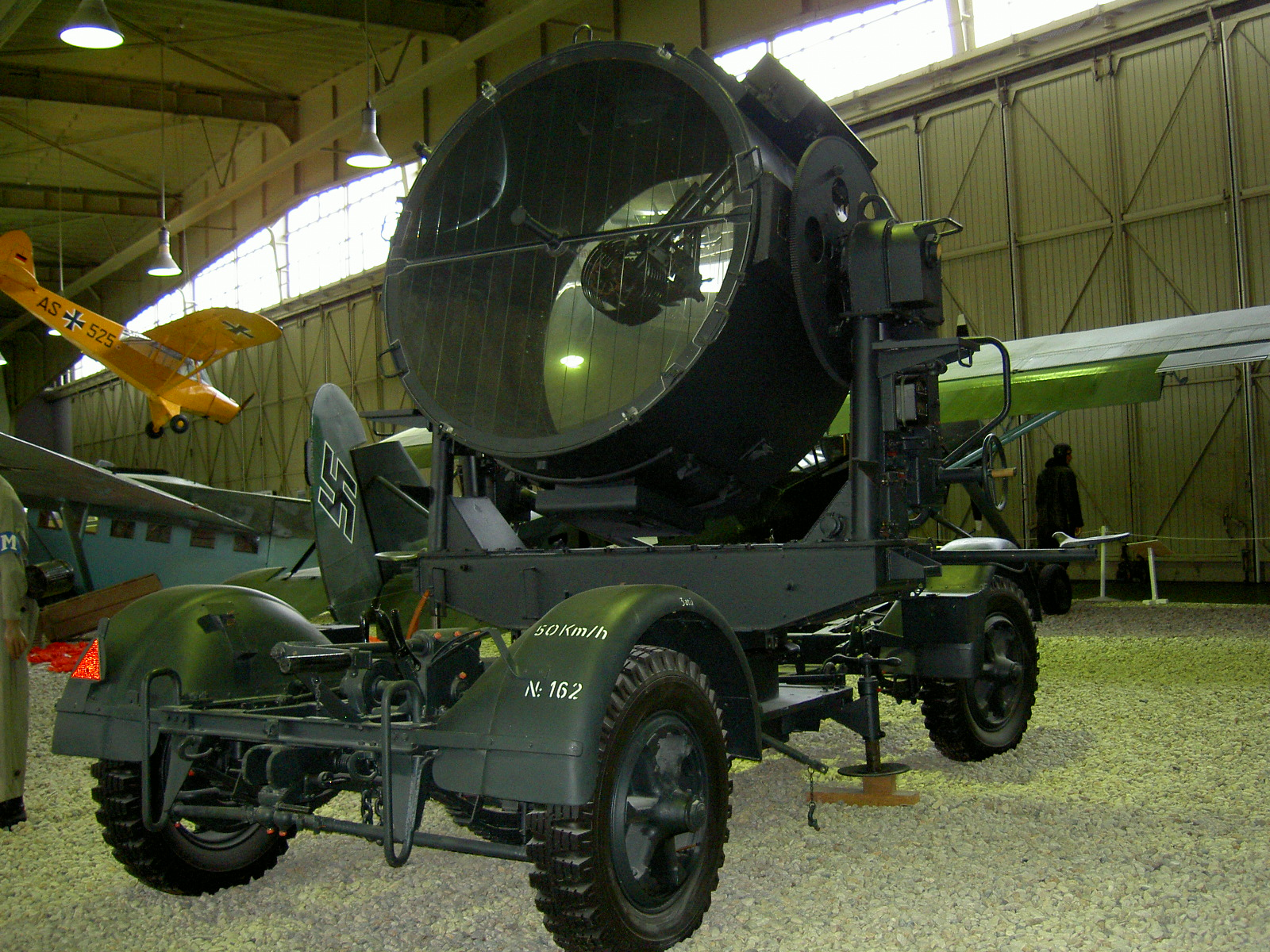
Немецкий 150-сантиметровый прожектор, выставленный в Военно-историческом музее Берлин-Гатов

Храм света (нем. Lichtdom) — центральный арт-объект съездов нацистской партии в Нюрнберге с 1934 по 1938 год, созданный Альбертом Шпеером, личным архитектором Гитлера. Храм света состоял из 152 зенитных прожекторов, расположенных с интервалом в 12 метров и направленных строго вверх, создавая стену из световых колонн, окружавшую присутствующих. Объект подробно задокументирован в нацистском пропагандистском фильме «Праздничный Нюрнберг» (нем. Festliches Nürnberg), выпущенном в 1937 году.

## История
Адольф Гитлер поручил Шпееру построить стадион для ежегодных партийных съездов, но строительство не удалось завершить к съезду 1933 года. В качестве временной меры Шпеер использовал 152 зенитных прожектора, направленных вверх вокруг места собрания делегатов.
Прожекторы были временно позаимствованы у Люфтваффе, что вызвало недовольство Германа Геринга, поскольку те представляли большую часть стратегического резерва Германии. Гитлер, тем не менее, разрешил использование прожекторов, назвав это полезной дезинформацией: «Если мы используем их в таком количестве для подобных задач, другие страны подумают, что мы просто купаемся в прожекторах».
Хотя изначально использование прожекторов задумывалось как временная мера до завершения строительства стадиона, впоследствии их продолжили использовать в качестве световой декорации, например, на церемонии закрытия Олимпийских игр 1936 года в Берлине. Иногда прожекторы были «классически» направлены вертикально вверх, иногда же — сходились в точку над зрителями.

## Технология
Используемые зенитные прожекторы были разработаны в конце 1930-х годов и использовали стеклянные параболические отражатели диаметром 150 сантиметров и мощностью 990 миллионов кандел. Каждый прожектор питался от 24-киловаттного генератора, выдававшего ток 200 ампер при напряжении 110 вольт и работавшего на базе 8-цилиндрового двигателя мощностью 51 л. с. (38 кВт). Прожектор соединялся с генератором кабелем длиной 200 метров. Система позволяла обнаруживать цели на высоте от 4000 до 5000 метров и на удалении до 8 км.
Шпеер так описывал эффект: «Создавалось ощущение огромного пространства с лучами — могучими колоннами бесконечно легких внешних стен». Посол Великобритании в Германии сэр Невил Гендерсон описал его как «и торжественное, и красивое… словно в ледяном соборе».
Храм считается одним из самых важных произведений Шпеера.

...самым впечатляющим элементом съездов нацистской партии... был не военный парад или политическая речь, а 'Lichtdom', или Храм Света...— Kathleen James-Chakraborty